# العلاقات البنينية التركية
العلاقات البنينية التركية هي العلاقات الثنائية التي تجمع بين بنين وتركيا.

## مقارنة بين البلدين
هذه مقارنة عامة ومرجعية للدولتين:
| وجه المقارنة                                              | بنين            | تركيا         |
| --------------------------------------------------------- | --------------- | ------------- |
| المساحة (كم2)                                             | 114.76 ألف      | 783.56 ألف    |
| عدد السكان (نسمة)                                         | 11.18 مليون     | 80.14 مليون   |
| الكثافة السكانية (ن./كم²)                                 | 97.42           | 102.28        |
| العاصمة                                                   | بورتو نوفو      | أنقرة         |
| اللغة الرسمية                                             | لغة فرنسية      | اللغة التركية |
| العملة                                                    | فرنك غرب أفريقي | ليرة تركية    |
| الناتج المحلي الإجمالي (بليون دولار)                      | 9.27 مليار      | 851.10 مليار  |
| الناتج المحلي الإجمالي (تعادل القوة الشرائية) بليون دولار | 22.38 مليار     | 1.57 تريليون  |
| الناتج المحلي الإجمالي الاسمي للفرد دولار أمريكي          | 762             | 9.12 ألف      |
| الناتج المحلي الإجمالي للفرد دولار أمريكي                 | 2.03 ألف        | 19.79 ألف     |
| مؤشر التنمية البشرية                                      | 0.480           | 0.761         |
| رمز المكالمات الدولي                                      | +229            | +90           |
| رمز الإنترنت                                              | .bj             | .tr           |
| المنطقة الزمنية                                           | ت ع م+01:00     | ت ع م+03:00   |

## منظمات دولية مشتركة
يشترك البلدان في عضوية مجموعة من المنظمات الدولية، منها:
| علم المنظمة | اسم المنظمة                               | تاريخ انضمام بنين | تاريخ انضمام تركيا |
| ----------- | ----------------------------------------- | ----------------- | ------------------ |
|             | مؤسسة التنمية الدولية                     | 16 سبتمبر 1963    | 22 ديسمبر 1960     |
|             | يونسكو                                    | 18 أكتوبر 1960    | 4 نوفمبر 1946      |
|             | وكالة ضمان الاستثمار متعدد الأطراف        | 26 سبتمبر 1994    | 3 يونيو 1988       |
|             | الأمم المتحدة                             | 20 سبتمبر 1960    | 24 أكتوبر 1945     |
|             | الاتحاد البريدي العالمي                   | ?                 | ?                  |
|             | البنك الدولي للإنشاء والتعمير             | 10 يوليو 1963     | 11 مارس 1947       |
|             | منظمة التعاون الإسلامي                    | ?                 | 25 سبتمبر 1969     |
|             | منظمة حظر الأسلحة الكيميائية              | ?                 | ?                  |
|             | الاتحاد الدولي للاتصالات                  | 1961              | 1866               |
|             | مؤسسة التمويل الدولية                     | 5 فبراير 1987     | 19 ديسمبر 1956     |
|             | المركز الدولي لتسوية المنازعات الاستشارية | 14 أكتوبر 1966    | 2 أبريل 1989       |
|             | منظمة التجارة العالمية                    | ?                 | 26 مارس 1995       |
|             | منظمة الشرطة الجنائية الدولية             | ?                 | ?                  |
|             | البنك الإفريقي للتنمية                    | ?                 | ?                  |

## وصلات خارجية
- موقع وزارة الخارجية البنينية
- موقع وزارة الخارجية التركية